# Cenophengus wittmeri
Cenophengus wittmeri is een keversoort uit de familie Phengodidae. De wetenschappelijke naam van de soort is voor het eerst geldig gepubliceerd in 1984 door Zárágozá Cábállero.